# Triaenodes barbarae
Triaenodes barbarae là một loài Trichoptera trong họ Leptoceridae. Chúng phân bố ở miền Australasia.